# 井上博明 (建築家)
井上 博明（いのうえ ひろあき、1966年 - ）は日本の建築家。現在、竹中工務店東京本店設計部設計第5部門設計2グループ長、日本大学生産工学部非常勤講師。
東京都生まれ。1990年 日本大学生産工学部建築工学科卒業。1992年 東京藝術大学大学院修士課程修了。1993年 東京藝術大学研究生修了後、竹中工務店入社。水天宮御造替で2017年度JIA優秀建築選100選選出、第45回東京建築賞｜東京都建築士事務所協会会長賞受賞、照明普及賞、Good Design Award。2007年度日本建築学会技術部門設計競技「既存建築物の耐震改修デザイン」入選。第2回「大地に還る住宅」提案競技国土交通大臣賞。

## 代表作
- フレンシア玉川田園調布[9]
- アトリアム二番町[10]
- フォレストテラス鳥居坂[11]
- プラウド白金台三丁目[11]